# Labuhan (Sreseh)
Labuhan is een bestuurslaag in het regentschap Sampang van de provincie Oost-Java, Indonesië. Labuhan telt 5889 inwoners (volkstelling 2010).